# Oorlogskind
In dit artikel gaat het niet om oorlogskinderen in de betekenis van kinderen die deels hun jeugd tijdens de oorlog hebben moeten doorbrengen en/of kinderen die in een oorlogstrauma hebben opgelopen.
Een oorlogskind is een kind dat tijdens een oorlog is verwekt en als ouders een autochtone moeder en een allochtone vader heeft. 
Tijdens de Spaanse bezetting van de Habsburgse Nederlanden van 1556 tot aan 1715, zouden kinderen verwekt zijn uit de relaties met Spaanse soldaten of door verkrachtingen door de Spaanse soldaten. Hoewel wel de vernederlandste familienamen voorkomen, zoals bijvoorbeeld: Santjes (Sanchiez), is genetische Spaanse invloed uit die tijd niet aangetoond, al hebben velen, vooral in de zuidelijke provincies, uiterlijke Spaanse kenmerken zoals zwart haar en klein postuur.
Tijdens de Tweede Wereldoorlog vond het door de nazi’s gepropageerde Lebensborn Programm van de SS plaats in de door Duitsland bezette gebieden. Bedoeling daarvan was Arische leiders te kweken. Geselecteerde autochtone vrouwen werden gebruikt door de nazi’s om met soldaten van de Duitse bezetter kinderen te verwekken en in de Lebensborn-klinieken ter wereld te laten brengen. Voorbeeld hiervan is zangeres van de band ABBA, Anni-Frid Lyngstad, die in Noorwegen werd verwekt en geboren, en Zweedse moeder en een Duitse vader heeft. Tijdens de uitvoering van het Noorse Lebensbornprogramma werden 8000-10.000 kinderen verwekt, terwijl na de oorlog honderden door de Noorse autoriteiten als zwakzinnig werden bestempeld en in inrichtingen belandden. Zij werden in Noorwegen tyskerbarn (Duitse kinderen) of krigsbarn (oorlogskinderen) genoemd en hun moeders tyskerhoren (Duitse hoeren). Op 17 oktober 2018 bood de Noorse regering officieel haar excuses aan aan vrouwen die waren gediscrimineerd vanwege hun relaties met Duitse soldaten.
 In Nederland is dit programma nooit uitgevoerd, hoewel er wel een Lebensborn-kliniek werd opgericht in het Jezuïten-klooster Berchmanianum te Nijmegen en werd ingericht als ‘gynaecologische kliniek voor ongehuwde moeders’ met de naam Lebensborn Gelderland.
In Nederland zijn als voorbeelden: een kind verwekt tijdens de Tweede wereldoorlog uit een Nederlandse moeder en een Duitse vader. Dat zijn meer dan 50.000 kinderen.
Ook zijn kinderen verwekt in de periode tijdens de Bevrijding, toen geallieerde troepen Nederland bevrijdden en daarna nog enige tijd in Nederland verbleven. De vaders kunnen Amerikaans, Canadees, Brits, Australisch of Pools zijn. Zij worden bevrijdingskinderen genoemd. Het gaat hier om naar schatting tussen de 4500 en de 7000 kinderen Onder deze kinderen bevinden zich de in Limburg geboren kinderen met donkere huidskleur, afkomstig van relaties van Limburgse vrouwen met zwarte Amerikaanse soldaten van de 960th Quartermaster Service Company en 3136th Quartermaster Service Company. Het gaat hierbij om zo’n 70 kinderen.
In het voormalig Nederlands-Indië is een oorlogskind een kind, dat werd verwekt tijdens de Japanse bezetting van dat land in de periode 1942-1945. Het heeft een Nederlands-Indische of Nederlandse moeder en een Japanse vader, die als militair dienstdeed. Veelal gaat het hier om resultaten van verkrachtingen, waarbij de moeder als troostmeisje gedwongen werd tot prostitutie. Naar schatting gaat het in Nederland om zo’n 1000 individuen; daarbuiten om een veelvoud daarvan in Indonesië en elders.
Het kan echter ook gaan om kinderen verwekt door Nederlandse militairen bij vrouwen uit de inheemse bevolking, gedurende de periode 1946-1949, ofwel door een relatie, ofwel door een verkrachting.